# Lycosa ventralis
Lycosa ventralis là một loài nhện trong họ Lycosidae.
Loài này thuộc chi Lycosa. Lycosa ventralis được Frederick Octavius Pickard-Cambridge miêu tả năm 1902.